# Шутрук-Наххунте II
Шутрук-Наххунте II — царь Элама, правил приблизительно в 717 — 699 годах до н. э. Согласно вавилонской хроники сын сестры Хумбан-никаша. Известен из вавилонской хроники, ассирийских источников и эламских надписей. Тексты из Суз освещают его работы в различных храмах. Первоначально носил имя Шутур-Наххунте.

## Происхождение и смена имени
Шутур-Наххунте был одним из самых примечательных правителей Новоэламского царства. Он оставил ряд надписей, которые позволяют хотя бы в общих чертах говорить о нём как о личности. Шутур-Наххунте был сыном малоизвестного Индады. Об этом известно, правда, не от него самого, а из надписи его вассала Ханни в горном крае Аяпир (= Изех/Маламир). Сам Шутур-Наххуше называет себя таком (сыном) царя Хумпаниммены. В своей самой ранней надписи Шутур-Наххунте снова присваивает себе титул «царь Аншана и Суз»; он также называет себя царём, раздвинувшим границы своего государства.
Стремление Шутур-Наххунте к достижению славы и величия проявляется неожиданно в том, что царь во всех позднейших надписях вдруг начинает именовать себя Шутрук-Наххунте. Волей-неволей и историки вынуждены называть его Шутрук-Наххунте II. Современники относились к этой перемене имени с некоторой осторожностью или вообще игнорировали её. Вассал Ханни в Аяпире, во всяком случае, называл царя по-прежнему — Шутур-Наххунте. Точно так же, невзирая на союзнические отношения, поступали вавилоняне. Ассирийцы тем более не собирались оказывать услугу своему эламскому противнику, признав его новое имя. Ибо в новом имени заключался глубокий смысл. Это означало, что Шутрук-Наххунте II преисполнен желания идти по стопам великого Шутрук-Наххунте I из XII века до н. э., а также вызов ассирийскому господству в Месопотамии.
В одной из своих надписей Шутрук-Наххунте II уже не называет себя «царем Аншана и Суз», а «умножителем моего государства, владеющим троном Элама, наследником царства в Эламе, любимым слугой богов Хумпана и Иншушинака». К этому добавляется в высшей степени интересное примечание: три в прошлом могущественных царя будто бы объединились во имя его блага и поэтому ему досталась царская власть. Это высказывание, во-первых, знаменательно для истории страны. По-видимому, в Эламе считали, что души усопших способны объединиться с целью вмешательства в земные дела. Кроме того, это высказывание имеет историческое значение, ибо из трёх «могущественных царей», на поддержку которых ссылается Шутрук-Наххунте II, известны до сих пор лишь два первых, а именно Хутелутуш-Иншушинак и Шилхина-хамру-Лагамар, то есть последние два царя из династии Шутрукидов. Третьим, в этом союзе подразумевается царь Хумпаниммена, чьим таком («сыном») Шутрук-Наххунте II и называет себя почти во всех своих надписях. Совершенно очевидно, что так здесь не может означать «сын», а только «мужской отпрыск», «мужской потомок». По всей вероятности, этот царь Хумпаниммена был неизвестным до сих пор самым последним Шутрукидом, возможно внуком Шилхак-Иншушинака. Видимо, сами ново эламские правители считали себя потомками Шутрукидов. Несмотря на полное отсутствие источников за три с половиной столетия — между 1100 и 750 годами до н. э. — можно предположить, что в Эламе были живы старые традиции.

## Расширение границ Элама
Вторая половина надписи Шутрук-Наххунте II, в которой он намекает на «трех могущественных царей», в большей своей части остаётся до сих пор непонятной. Всё же из неё вытекает, что царь при поддержке бога Иншушинака завоевал город Каринташ. Таким образом, Шутрук-Наххунте II, как и его великий тёзка, продвинулся до сегодняшнего Каринда, расположенного на военной дороге Вавилон — Рага. Можно предположить, что он во время этого похода пересёк со своим войском весь Лурестан и, завоевав Хорремабад (предполагаемый древний Симашки), Нехавенд и Харсин, дошёл до Керманшаха. Вполне вероятно, что именно об этом «расширении государства» идёт речь в (основном ещё не поддающейся переводу) более чем 80-строчной надписи на стеле в честь одержанной Шутрук-Наххунте II победы. В этой надписи царь сообщает, что он в общей сложности завоевал 32 области. От многочисленных названий местностей географическому определению поддается до сих лор лишь одна: страна Арман, — это область сегодняшнего Хольвана. Эламское войско двинулось из Каринташа вниз по долине, а затем через горный перевал Пойтак — в предполье Месопотамской низменности.
Шутрук-Наххунте II отправил своего верховного жреца Шутруру во все завоеванные города, приказав ему взимать в качестве дани быков для жертвоприношений и воздвигнуть везде статуи эламского царя. В благодарность за поддержку богов, обеспечивших ему победу, Шутрук-Наххунте II посвятил вышеописанную стелу храму Иншушинака в Сузах и в день её установления, 25-го числа месяца ланлубе (приблизительно середина октября — год, к сожалению, отсутствует), распорядился о ежедневном пожертвовании верховному жрецу — двух баранов, жрецу храма — одного барана и, кроме того, четверик муки — свидетелям. Богини Лагамар и Пиненкир также не были обойдены царём. Осквернителю стелы или связанных с ней пожертвований Шутрук-Наххунте II грозит проклятием бога Солнца Наххунте, который погубит его самого и весь его род.
Находясь в стороне от завоевательной политики Шутрук-Наххунте II, его вассал Ханни создал самостоятельное маленькое царство в восточной горной провинции Аяпир.

## Война с ассирийцами в Эллипи
О расширении владений Шутрук-Наххунте II на север свидетельствуют и ассирийские источники. Согласно им, эламский царь вмешивался в дела царства Эллипи, расположенного на северных границах Элама, где он в 711 году до н. э. поддержал одного из претендентов на престол этого царства, послав ему в подмогу 4500 лучников, но потерпел поражение от ассирийцев. Вот как передают эти события анналы ассирийского царя Саргона II: 

«Пока Далта, царь Эллипи, был жив, он был моим (то есть Саргона II) подданным и подчинялся моим правилам, но пришла глубокая старость, и он отправился в мир иной. Нибия (Нибэ) и Испабара, сыновья его жен, оба претендовали на трон, они сошлись в битве. Нибия обратился к Шутрук-Наххунте, царю Элама, с просьбой поддержать его и предложил ему союз. Испабара с другой стороны умолял меня укрепить его у власти, поддержать его; он пал мне в ноги и смиренно просил о союзе. Я послал туда семь военачальников с их армиями, чтобы поддержать его. Они обратили в бегство Нибию и армию Элама, помогавшую ему, у города Марубишти. Я возвел на трон Испабару и установил мир в этой стране».

## Война с ассирийцами в Вавилонии
В его правление с Вавилонией сохранялись союзнические отношения, поддержанные богатыми подарками и подношениями Мардук-апла-иддина II. Остро нуждаясь в средствах для войны с Ассирией, вавилонский царь беспощадно грабил храмы, конфисковывал имущество знатных граждан. Недовольство его действиями назревало у вавилонян год от года. Поэтому, когда в 710 году до н. э. Саргон II двинулся на Вавилонию, народ встречал его как освободителя. Мардук-апла-иддин бежал на юг в Приморье, но ассирийская армия преследовала его. «Анналы Саргона» ярко и красочно описывают разгром и бегство халдейского царя. Официально Элам отказал ему в убежище, опасаясь гнева Саргона. Ассирийский текст утверждает, что Мардук-апла-иддин «отослал свои регалии, своё царское ложе, своё тронное кресло, скамеечку для ног, свой царский кувшин для воды, даже своё ожерелье эламиту Шутур-Наххунте с тем, чтобы тот за него отомстил. Злой эламит, хотя и принял подарки, однако испугался силы моего (то есть Саргона II)  оружия и преградил ему путь, приказав ему далее не продвигаться». Но, по всей видимости, Мардук-апла-иддин всё же смог укрыться у своих союзников, так как вавилонская хроника кратко сообщает: «12 лет царствовал Мардук-апла-иддин над Вавилоном. Отныне этот трон занял Саргон. Мардук-апла-иддин бежал во главе своих придворных в Элам». Саргон, видимо, даже вторгся на собственно эламскую территорию. Упоминаеся обложение данью эламских городов Самхума, Бад-Дура, Дур-Тилита, Буби, Телль-Хумбы. Население эламского города Сакбат было полностью уведено в Ассирию, а на их место заселены жители Коммагены. Эламский царь был вынужден отдать в качестве залога город Бирту, а некий Набу-пакид-илан был назначен собирать дань с эламитов.
В 705 году до н. э. после смерти Саргона ассирийский престол занял его сын Синаххериб. Он не ладил ни с вавилонским жречеством, ни с аристократией и его приход к власти вызвал всплеск недовольства в вавилонском обществе. Этим не преминул воспользоваться Мардук-апла-иддин. При поддержке войск Шутрук-Наххунте он вернулся в Вавилонию из изгнания. Эламский царь выделил своему союзнику 80 000 лучников и всадников под руководством двух эламских военачальников — «бесстрашного в бою» вождя племени суфиев Нергал-нацира и Таннану, занимавшего высшую командную должность ташлишу. В первых стычках эламиты и привлеченные Мардук-апла-иддином халдейские армии победили ассирийские гарнизоны в Средней Вавилонии. В 703 году до н. э. Мардук-апла-иддин вновь занял вавилонский престол. 
Синаххериб собрал армию и лично возглавил поход на Вавилонию. В окрестностях Киша произошло решающее сражение и войска эламо-халдейской коалиции потерпели сокрушительное поражение. Мардук-апла-иддин опять бежал на юг, предоставив эламским отрядам самим спасаться после разгрома. «В первом моём (то есть Синаххериба) походе я в окрестностях Киша нанёс поражения Мардук-апла-иддину, царю Кардуниаша (то есть Вавилонии), вместе с воинами Элама, приспешника его. Посреди этого сражения он покинул свой лагерь, умчался один и спас свою жизнь». Но Синаххериб вновь не захотел занять вавилонский трон лично, а посадил на него в качестве марионетки некого Бел-ибни, а когда тот не оправдал возложенного на него доверия и вступил в союз с халдеями и эламитами, он в 700 году до н. э. сместил его, а на его место возвёл своего сына Ашшур-надин-шуми. 
В это время ассирийская армия совершила поход против касситских племен в северо-западном бассейне реки Керхе, а затем захватила страну Эллипи, разгромив её царя Испабара, которого в своё время утвердил на престоле отец Синаххериба Саргон II. Логично было бы предположить, что далее последует война с Эламом, но у Синаххериба сложилась тяжёлая обстановка на западных рубежах его империи, в Сирии и Палестине. На некоторое время все его силы были брошены на усмирение мятежей в этих землях.
В 699 году до н. э. в Эламе произошёл дворцовый переворот. Шутрук-Наххунте был свергнут своим младшим братом Халлутуш-Иншушинаком II и заключён в крепость. 
| Новоэламская династия        |                                   |                                  |
| Предшественник: Хумбан-никаш | царь Элама ок. 717 — 699 до н. э. | Преемник: Халлутуш- Иншушинак II |